# Mariana Sîrbu

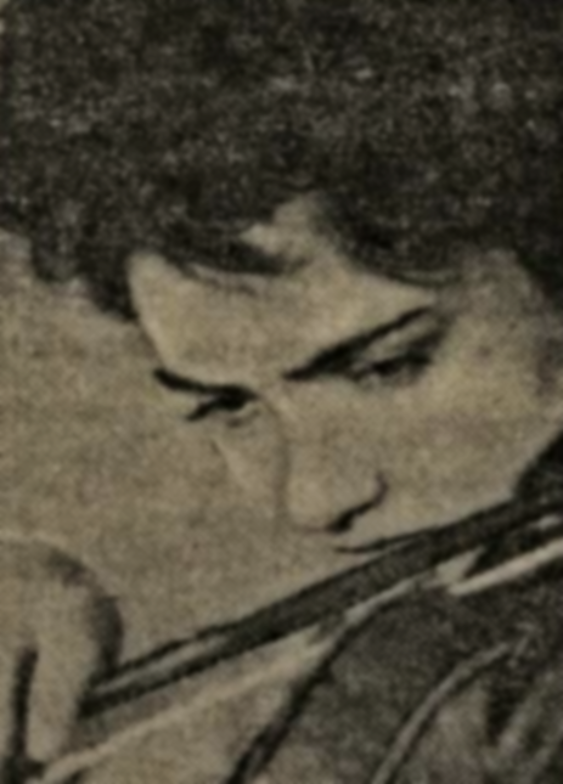
Mariana Sîrbu (1970)

Mariana Sîrbu (* 1948/1949 in Iași, Rumänien; † 1. August 2023) war eine rumänische Violinistin und Hochschullehrerin.

## Leben
Mariana Sîrbu erhielt ersten Violinunterricht bei ihren Eltern. Anschließend studierte sie bei Ștefan Gheorghiu an der Academia Națională de Muzică in Bukarest. Schon bald nach Beginn ihrer Konzertkarriere wurde sie mit mehreren internationalen Preisen ausgezeichnet. Sie trat als Solistin u. a. in der Berliner Philharmonie, dem Teatro Colón (Buenos Aires), dem Sydney Opera House, dem Wiener Musikverein, dem Concertgebouw (Amsterdam), der Carnegie Hall und dem Lincoln Center (New York), dem Teatro alla Scala (Mailand) und der Suntory Hall (Tokio) auf und gastierte bei zahlreichen internationalen Musikfestivals.
1968 gründete sie das Quartetto Academica, 1985 wurde sie Mitglied des Trio di Milano (mit dem Pianisten Bruno Canino und dem Cellisten Rocco Filippini), 1994 gehörte sie zu den Gründern des Quartetto Stradivari. Von 1992 bis 2003 war sie Konzertmeisterin des Kammerorchesters I Musici.
Mariana Sîrbu spielte auf der Stradivari „Conte di Fontana“ (1702), die früher David Oistrach gehört hatte.

## Lehrtätigkeit
Bereits kurz nach ihrem Hochschulabschluss wirkte Mariana Sîrbu einige Zeit als Assistentin ihres Lehrers Ștefan Gheorghiu in Bukarest; später unterrichtete sie an der Scuola di Musica di Fiesole in Florenz und gab Meisterkurse in Spanien, Italien, Frankreich, den Niederlanden, Deutschland, der Schweiz, Irland, Kanada, China und Japan. Ab 2002 war sie Professorin für Violine an der Hochschule für Musik und Theater „Felix Mendelssohn Bartholdy“ in Leipzig.
Mariana Sîrbu war Mitglied verschiedener internationaler Wettbewerbsjurys wie z. B. des Concorso Internazionale Triennale di Liuteria (Cremona), des Concorso Vittorio Gui (Florenz), des Kammermusikwettbewerbs Concorso Lorenzi (Triest), der Streichquartettwettbewerbe in Évian-les-Bains und Bordeaux und des Violinwettbewerbs George Enescu (Bukarest).

## Aufnahmen
Sowohl als Solistin als auch als Kammermusikerin hat Mariana Sîrbu Schallplatten bzw. CDs eingespielt, darunter die Violinsonaten und das Tripelkonzert von Beethoven, die Violinsonaten von Enescu, die 12 Concerti L’arte del Violino op. 3 von Locatelli, die 12 Concerti op. 8 und weitere Violinkonzerte von Vivaldi sowie die Klaviertrios von Mendelssohn.

## Auszeichnungen
- George-Enescu-Preis (Rumänien)
- Carl-Flesch-Preis (London)
- Maria-Canals-Preis (Barcelona)
- Vittorio-Gui-Preis (Florenz)